# Rodrigo de Arriaga
Rodrigo de Arriaga (Logroño, 17 de enero de 1592-Praga, 7 de junio de 1667) fue un filósofo, jesuita y teólogo español, afincado en Praga desde la edad de 28 años hasta su muerte a los 75 años. Arriaga enseñó filosofía y teología en Praga desde 1624 y fue canciller de la Universidad Carolina de Praga (1642-1653) y prefecto del Clementinum desde 1654.
Arriaga tuvo una gran influencia en la cultura europea a lo largo del siglo XVII, en autores como Gottfried Leibniz, René Descartes, Valeriano Magni y Juan Caramuel. Defendió la validez del cálculo infinitesimal en matemáticas frente a otras opiniones en contray tuvo una actitud positiva respecto a Galileo, cuyas teorías defendió hasta después de su condena oficial.
Su participación en el tomismo jesuítico influenciado por el escolástico salmantino Francisco Suárez le ha hecho ser ocasionalmente incluido en la última fase de la escuela de Salamanca.

## Biografía

### Juventud y educación
Rodrigo de Arriaga, hijo de una familia de aristócratas insignes, nació el año 1592 en la pequeña ciudad de Logroño, Castilla. Con el consentimiento de sus padres, el joven decidió profundizar su talento excepcional, ingresando en 1606 en la Compañía de Jesús y pasando estudios estudios superiores en Valladolid. En aquel entonces la ciudad era centro importante de enseñanza y cultura donde el joven estableció los primeros contactos con figuras más destacadas de la vida cultural española de la época. Fue maestro de Arriaga, entre otros, el padre Pedro Hurtado de Mendoza, a lo mejor el filósofo jesuita más renombrado de su época, magnus parens del nominalismo barroco, cuyo representante más conocido hubo de ser Arriaga algunos años más tarde. Entre otros maestros hace falta mencionar a Juan de Lugo, posteriormente cardenal, teólogo fecundo y altamente apreciado. Dejó huellas imborrables en la fisonomía espiritual de Arriaga, asimismo, otro miembro destacado del profesorado, el padre Luis de la Puente, afamado escritor de temas religiosos, a quien se clasifica entre los clásicos de la prosa española. Integraba el círculo de las personalidades cercanas al colegio de Valladolid, por ej., Marina de Escobar, de la Orden de Sta. Brígida, mujer extraordinaria que se hizo célebre por su obra escrita y sus cartas con las que influyó poderosamente en las amplias capas populares tanto en el interior del país como fuera de las fronteras de España. Fue justamente ella quien aprobó la decisión de Arriaga de pertir para Bohemia. Naturalmente, en armonía con el espíritu de la época, la atmósfera de Valladolid estaba impregnada de pensamiento religioso profundo y de carácter expansionista. A la par con ella venían surgiendo en dicho clima creaciones significativas de finísima cultura artística y científica.
A poco tiempo Arriaga llamó la atención pública sobre sí por los excelentes resultados del estudio, los cuales le valieron la carrera científica. El eco que tuvieron sus actividades pedagógicas, a las que comenzó a dedicarse después de acabar los estudios en Valladolid, confirmó una vez más la covicción de sus superiores de que en el joven profesor se desarrollaba un genio especulativo de calidad extraordinaria.

### En Bohemia
Mientras que Arriaga inició su exitosa carrera científica, en el seno del lejano reino de Bohemia, del que apenas tenían conocimiento transcurrían litigiosas riñas políticas y religiosas entre los estados evangelícos y la minoría católica que, contando con el apoyo del soberano católico e inspirada por las ideas antirreformadoras, para manifestar concienzudamente su ideario eclesiástico, no vaciló en oponerse con plena energía a la penetración del protestantismo en el país. El año 1618 la tensión política reinante en Praga llegó a su punto culminante y se transformó en una sublevación armada de los estados evangélicos contra el soberano. Los acontecimientos significaron el desencadenamiento de la llamada Guerra de los Treinta Años. El destino del Estado de Bohemia resultó decidido en poco tiempo. Es que cuando el ejército de los estados protestantes checos fue derrotado cerca de Praga, el año 1620, Bohemia cayó en la esfera del poder habsburgo y en el país se impuso, definitivamente, el gobierno único de la Iglesia Romana. Los jesuitas expulsados de Bohemia en 1618 restablecieron sus actividades en Praga en 1620 al abrir el Colegio de San Clemente y, algunos años después (en 1623), se les encargó (pese a las protestas de los dominicos y los franciscanos) inclusive la dirección de la antigua Universidad praguense.
Desde luego, aquello constituía una tarea que la recién establecida provincia independiente de Bohemia no estaba en condiciones de resolver con sus propias fuerzas científicas. Por consiguiente, el entonces General de la Compañía de Jesús, padre Mucio Vitelleschi se dirigió a los colegios españoles pidiendo que ofreciesen a profesores de teología y filosofía voluntarios, dispuestos a prestar ayuda al cuerpo pedagógico del Colegio Clementino praguense. El llamamiento tuvo eco insignificante: a lo mejor el lejano país septentrional, que además se creía semibárbaro en la península ibérica, no atraía mucho a nadie. Uno de los poquísimos que mostraron su disposición de abandonar el centro de la cultura española y partir para Bohemia fue precisamente Arriaga. Naturalmente, como la mayoría de los demás, también él creyó que llegaría a una tierra de cultura atrasada. Además, desde varias partes le advertían que trabajando en Praga, en una Universidad de categoría secundaria, ariesgaba en efecto que su talento permanciera enterrado y condenado al olvido. Sin embargo, alentado particularmente por Marina de Escobar, Arriaga adoptó la idea de salir - sin considerar su provecho personal - para defender la causa de la Iglesia en el lugar en que se presentó la necesidad de sus servicios. El año 1625 emprendió, pues, el viaje a Bohemia, y en enero de 1626 le nombraron doctor en teología en un acto solemne celebrado en Praga. Poco después inició sus clases.
Según se ha advertido, Arriaga llegó a Praga convencido de que iba a parar en un país de nivel cultural mínimo. Contra todas expectativas dentro de algún tiempo este mismo profesor rindió homenaje a las tradiciones nacionales, actitud que encontró repercusión muy favorable en los círculos bohémicos, particularmente en las capas representadas por B. Balbín. Es que el gran filósofo aprendió el checo perfectamente. La estancia en Bohemia, país del que salió rara vez y sólo por una breve temporada hasta su muerte, enseñó a Arriaga que los prejuicios despreciativos sobre el reino de Bohemia, con que tantas veces se había encontrado en España, eran por lo menos exagerados.
En realidad, al vida filosófica reinante en Praga durante la Guerra de los Treinta Años y en los decenios subsiguientes no era ni pobre, ni aun indigna de interés de la intelectualidad. Y lo que más asombró al gran español, tampoco era conformista. En aquellos años trabajaba en la Universidad de Praga, con Arriaga, el famoso científico Marcus Marci (1595-1667). El médico, matématico y filósofo de la época, fue continuador intelectual de la especulación filosófica de la especulación filosófica naturalista de orientación Paracelsiana, cultivada en el periodo renacentista. Cuando Arriaga publicó sus ensayos en que criticó la concepción filosófica de Paracelso, Marcus Marci escribió, en 1662, una extensa obra intitulada Philosophia vetus restituta, en que se opuso al juicio del profesor español y se mostró adversario digno de consideración en el diálogo filosófico. En el Colegio de San Clemente Arriaga conoció al excelente matématico P. Grégoire de Saint-Vincent, de la Orden, apreciado incluso por Léibniz, cuyos manuscritos logró salvar personalmente cuando la escuela fue invadida por el incendio, con lo cual hizo posible que se editara la obra años después. Fuera de las características dadas, en la época de Arriaga era Praga uno de los célebres centros de estudios escotistas, y los franciscanos praguenses Bernard Sannig y Amand Hermann se cuentan entre los notables conocedores de la filosofía de Duns Scoto. Entre los jesuitas que impusieron su poder en la Universidad, y las órdones de orientación escotista dominante, centradas en torno del seminario arzobispal, reinaba una tensión ideológica permanente que ejercía influencia benigna sobre el desarrollo del pensamiento filosófico. Además de los profesores de los dos centros docentes integraban los círculos filosóficos de Praga también otras personalidades notables. Recuérdese por lo menos a Valeriano Magni quien representaba la tradición anti-aristotélica autóctona de la filosofía que seguía el espíritu bonaventuriano y, especialmente, a Juan Caramuel, afamado no sólo por su obra matemática, sino apreciado incluso en la actualidad como un gran lógico formalista.
Vista por externo y desde afuera, la vida de Arriaga transcurría de lo más ordinario. Hasta el año de 1637 Arriaga fue profesor de teología y, luego, desempeñó el cargo de decano de la Facultad de Teología hasta su muerte. Además ejerció el alto cargo de canciller de la Universidad y durante largos años fue prefecto de estudio en el Colegio de San Clemente.
Las vicisitudes aparentemente tranquilas del profesor praguense encerraban en efecto más de un momento grave, crucial y numerosos conflictos. Entre éstos uno de los más serios fue el conflicto con la propia Orden respecto de la orientación de la Universidad praguense. Hemos mencionado mås arriba que después de la derrota de los protestantes, la Universidad de Praga fue entregada por el emperador a los jesuitas. Con el acto no estaba de acuerdo, en primer lugar, el arzobispo praguense, otrora canciller de la Universidad, y lo condenaban asimismo las órdenes no jesuitas, los dominicos y los franciscanos, que ansiaban la forma de hacerse valer en el foro universitario. En el agudo litigio que se prolongaba a decenios lograron ganar, según es conocido, los jesuitas. Sin embargo, no fue Arriaga quien les ayudó. Por el contrario, el profesor praguense se opuso a los intereses particulares de su Orden, poniéndose al lado del arzobispo. Opinó que hacía falta facilitar el acceso al recinto académico a los profesores no jesuitas, en especial a los maestros del seminario arzobispal, y admitir en dicho foro una pluralidad de corrientes y escuelas.
Arriaga jugó un papel fundamental al asegurar el control de los jesuitas sobre las escuelas y universidades del reino de Bohemia. El gran prestigio que aureoló su figura le granjearon la amistad del Emperador Fernando III de Habsburgo y la confianza de la Compañía que le encomendó varias delicadas cuestiones cerca de los Pontífices Urbano VIII y Inocencio X, que supo llevar a cabo con gran tacto y eficacia. Asimismo representó a la provincia de Bohemia en las Congregaciones Generales VIII, X y XI de la Compañía de Jesús. Arriaga murió en Praga en 1667.

### Obras

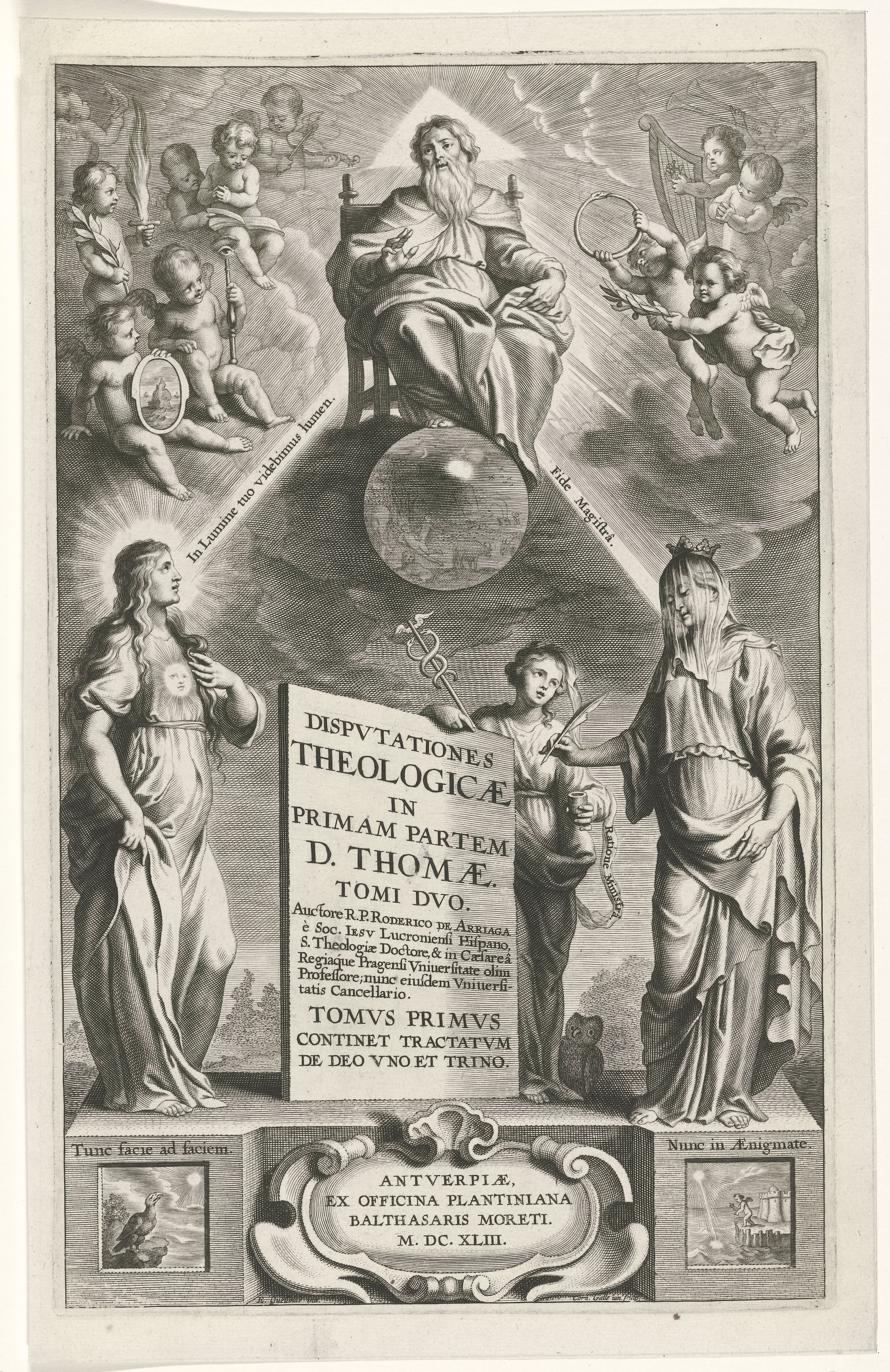
Disputationes theologicae editado en 1643

A pesar de su vivo carácter innato, señalado en varias oportunidades por el biografista de la Orden, Arriaga no fue el tipo que tuviera precisión de muchos impulsos externos para iniciar el trabajo. Qué clase de obra se propuso realizar ya desde su adolescencia, nos deja ver su propio prefacio a la Lógica. Pensó escribir un curso de filosofía y teología completo, de metodología y contenido ideólogico únicos, una enciclopedia monumental de ciencias especulativas, una obra destinada al estudiante para acompañarlo desde los primeros días de matrícula en la Universidad hasta alcanzar las metas superiores que le pudiera brindar el centro docente. En el programa propio de la obra se distinguen con facilidad los motivos característicos de aquellos años. Como numerosos pensadores del siglo XVII, también Arriaga estaba convencido de que justamente en su época la humanidad abría una nueva era en que se llevaría a cabo, para el bien universal, la edificación de las ciencias a las cuales, según opinaba, recién se ponían los cimientos nuevos, realmente sólidos y defintivos. Sentía el orgullo al considerar los resultados que había alcanzado la ciencia de entonces y no escondía su confianza en las enormes posibilidades de las investigaciones futuras. La confección de un curso de filosofía y teología único e independiente de la tradición lo consideraba como tarea urgente dada por la época. La urgencia de elaborar el tema la veía recalcada por el hecho de que, en vista de la breve vida humana, ninguno de sus colegas logró hacerla realidad.
Según se verá, Arriaga tampoco cumplió con su compromiso. Pero aun así la obra inacabada no desmerece el alcance de sus pensamientos y sus ensayos. Por lo demás, éstos llamaron la atención del público iniciado más bien por los puntos de vista nuevos y la cáustica crítica de los juicios tradicionales que por sus prerrogativas didácticas. El año 1632, ese mismo año en que Wallenstein medía sus fuerzas con Gustavo Adolfo en el campo de batalla próximo a Lützen, en Amberes apareció la primera obra escrita por Arriaga, es decir su gran Cursus philosophicus, con la dedicatoria al Emperador de Austria Fernando III. Después del tratado como si el profesor praguense permaneciera callado durante largos años.
Es que el manuscrito del primer tomo de su nueva obra teológica Disputationes theologicae no se pudo enviar a la Europa occidental, donde hubo de imprimirse, a causa de los acontecimientos bélicos. Únicamente después de once años, es decir en 1643, se editó por fin (y de nuevo en Amberes) el primer tomo de Ias Disputationes theologicae, y luego ya siguió en intervalos breves la serie de otros siete tomos, el último de ellos en 1655 (dedicado al arzobispo praguense, cardenal Harrach). El resto de la obra (uno o dos tomos que faltaban) Arriaga ya no alcanzó terminarlo.

### Influencia

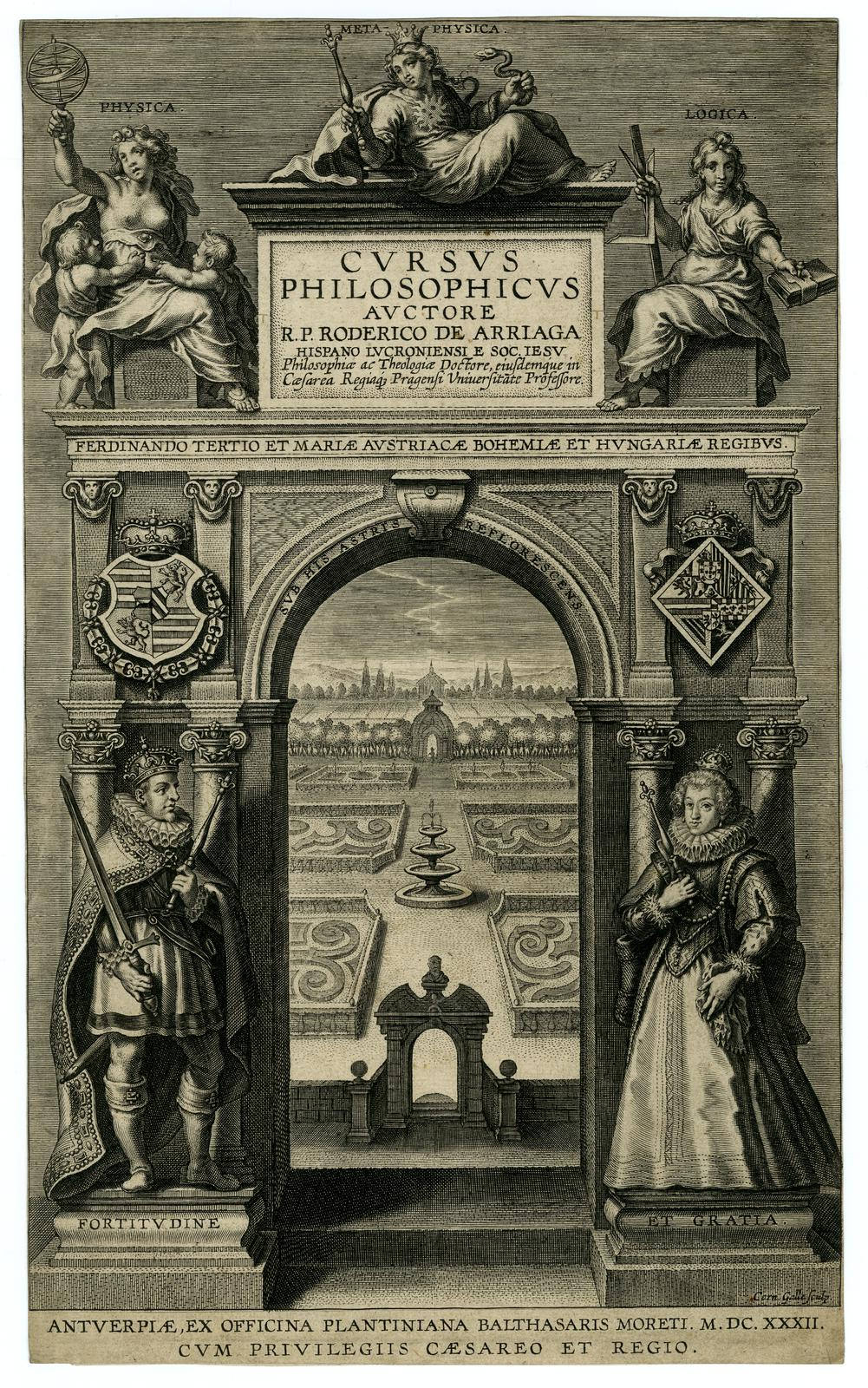
Cursus Philosophicus (Amberes: Balthasar Moretus) 1632

La obra de Arriaga tuvo gran repercusión en su época, tanto en los ámbitos de la enseñanza jesuita como fuera de ellos. En lo que respecta a la enseñanza jesuita , es sabido que los escritos de Arriaga es estudiaban y explicaban, durante el siglo XVII, en todos los colegios jesuitas de cierto renombre, tanto en los latinoamericanos como en los de Europa occidental y central y hasta en el de Vilna, ciudad situada en el territorio actual de la Lituania. Contribuyó a la considerable propagación de la obra el extraordinario número de ediciones que ésta vio. El Cursus philosophicus salió, en total, siete veces (fuera de la 1.ª edición de 1632, de Amberes, se editó tres veces en Lyon y otras tantas veces en París, la última de estas ediciones es de 1669), pero también las Disputationes theologicae experimentaron tres ediciones, a pesar de la gran extensión que acusan. Desde el punto de vista de la tradición escolástica, la obra de Arriaga se caracteriza, por un lado, por el avance notable del nominalismo, y por el otro lado, un vivo interés en las ciencias naturales modernas. La concepción más profunda de los principios nominalistas le sirve a Arriaga del punto de partida para su aguda crítica de las corrientes anteriores de la filosofía cristiana, especialmente del escotismo y tomismo. Desde luego, el interés por las ciencias naturales condujo al profesor praguense a rechazar las partes anticuadas, aunque entonces generalmente aprobadas, de las ciencias naturales aristotélicas. En la especialidad de la astronomía, el mencionado interés llegó a culminar incluso la intervención por que en la Universidad de Praga continuase, hasta donde fuera posible dentro de las limitaciones impuestas en aquel entonces, la enseñanza tradicional de la astronomía anterior a la Batalla de la Montaña Blanca, es decir un sistema científico edificado por las figuras como Tycho Brahe, Johannes Kepler, Tadeáš Hájek z Hájku etc.
Llama la atención que en la 1.ª edición de su Cursus philosophicus (publicado en 1632, es decir un año antes de haber sido condenado Galilei), Arriaga adoptara una actitud aparentemente imparcial en el entonces candente litigio entre la teoría geocéntrica y la heliocéntrica. Su verdadero juicio Arriaga lo manifestó en varias ocasiones dirigiendo comentarios despreciativos a los adversarios de Galilei. En aquel entonces fue un proceder audaz, sin embargo antes de la condena de Galilei, en la época en que la posición de las autoridades romanas permanecía indecisa, su alcance real no era tan arriesgado. Sin embargo, lo que importa es la actitud de Arriaga posterior a la causa de Galilei y, particularmente, después de entrar en vigor el edicto, dictado por el General de la Orden, Francesco Piccolomini en 1651, que prohibía la enseñanza en los colegios jesuitas de las teorías que facilitaran, entre otras cosas, la divulgación de la teoría heliocéntrica. Al considerar la gravedad de los cambios, el profesor praguense decidió dirigirle una solicitud a la dirección de la Orden, pidiendo la autorización de continuar enseñando y publicando en cualquier otra edición de su libro los principios astronómicos expuestos ya en la 1.ª edición del Cursus philosophicus. Justificaba su solicitud alegando que había enseñado las tesis contestadas ya antes de que éstas aparecieran publicadas, que las mismas constituían sólo una mínima parte de su escrito y que en la Universidad de Praga habían adquirido reconocimiento general. El vicario general de la Orden, Giovanni Paolo Oliva, quien era consciente de la gran autoridad de que gozaba Arriaga, accedió a la solicitud, con lo cual el profesor praguense no se vio obligado a modificar en lo mínimo las hábiles formulaciones sobre los problemas astronómicos de la época ni siquiera en las ediciones subsiguientes. Esta fue la utilidad que ganó el autor y que tuvo repercusión favorable en el desarrollo de las ciencias naturales dentro del territorio de Bohemia.
Naturalmente, la filosofía de Arriaga ejercía su influencia también fuera de la esfera de la enseñanza eclesiástica. En la obra de los insignes representantes de la filosofía moderna, tales como Descartes, Spinoza, Hobbes, Hume y otros, encontramos a menudo aunque tal vez parcial y mediado - el conocimiento de las ideas de Arriaga. El nominalismo constituye el fondo ideológico de ambas corrientes principales de la filosofía moderna, es decir tanto del empirismo inglés como del llamado racionalismo continental. Parece que este nominalismo llegó al pensamiento moderno más bien por medio de las doctrinas elaboradas por los representantes del escolasticismo jesuita tardío (entre los cuales corresponde un lugar de honor, sin duda, a Arriaga), y no a través de las fuentes medievales. En efecto, no es del todo correcta la idea general de que la filosofía de la Edad Moderna ha ido naciendo y cristalizando como resultado de la polémica con el escolasticismo de la época, sino al contrario: El nominalismo a que llegan los representantes de la corriente jesuita, profundizando los principios de Suárez, se convierte en la plataforma del movimiento ideológico que recibió la denominación de filosofía moderna en el sentido más estrecho de las palabras.

## Obras
- de Arriaga, Rodrigo (1632). Cursus philosophicus. Antuerpiae: Ex officina Plantiana Balthasaris Moreti.
- de Arriaga, Rodrigo (1643–1655), Disputationes Theologicae, Antuerpiae, Ex officina Plantiana Balthasaris Moreti, 8 v. (I. De Deo uno et trino, 1643; II. De angelis, de opere sex dierum, de ultimo fine hominis, 1643; III. De actibus humanis, de passionibus animae, de habitibus, de vitiis et peccatis, 1644; IV. De legibus, de gratia, de iustificatione, 1654; V. De virtutibus theologicis et cardinalibus, 1649; VI. De Incarnatione, 1650; VII. De sacramentis in genere et de Eucharistia, 1655; VIII. De poenitentia, extremaunctione et ordine, 1655).